# Stromatocyphella conglobata
Stromatocyphella conglobata är en svampart som först beskrevs av Edward Angus Burt, och fick sitt nu gällande namn av W.B. Cooke 1961. Stromatocyphella conglobata ingår i släktet Stromatocyphella och familjen Marasmiaceae.   Inga underarter finns listade i Catalogue of Life.